# Der gute Kamerad

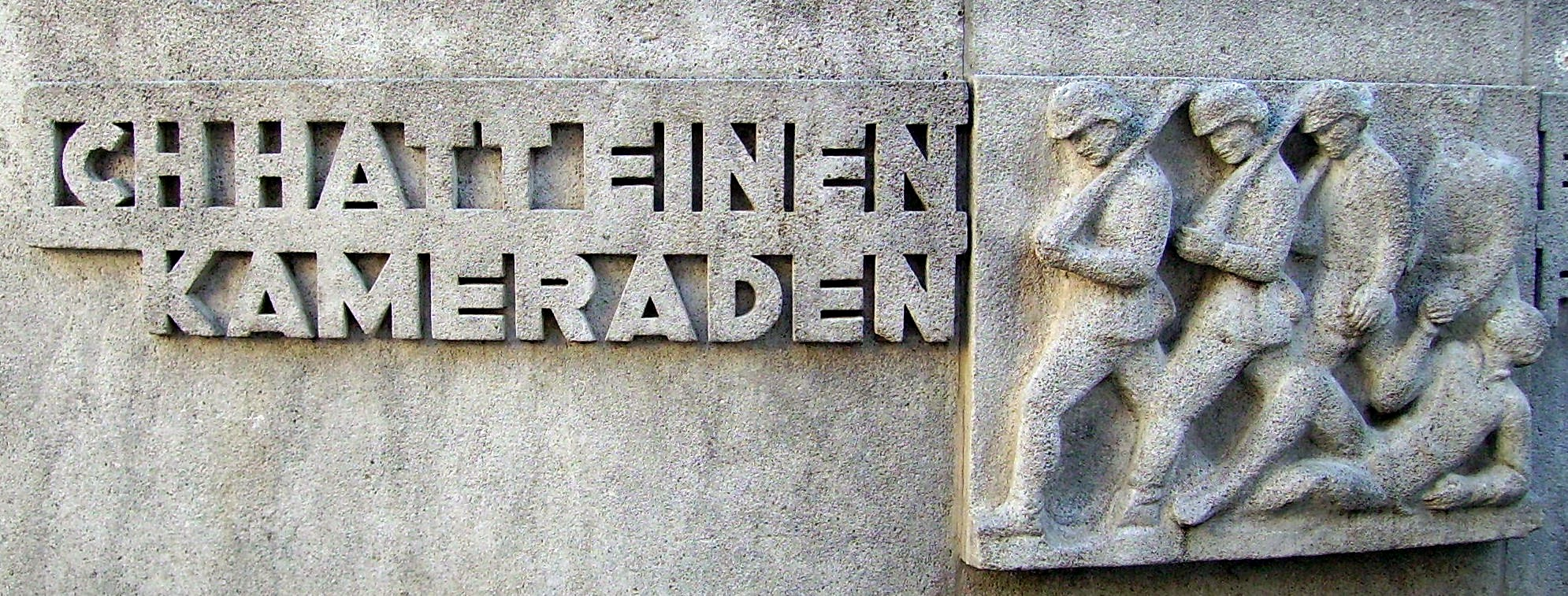
Fântână monument de război în Speyer

Der gute Kamerad (română Bunul camarad), cunoscut mai bine după primul vers,  Ich hatt' einen Kameraden  (română Aveam un camarad) este un bocet tradițional al Forțelor Armate Germane. Textul a fost scris în 1809 de poetul Ludwig Uhland și a fost pus pe muzică în 1825 de compozitorul Friedrich Silcher (de).
„Der gute Kamerad” face parte din ceremonialul funebru militar al Forțelor Armate Germane. Este folosit, de asemenea, la funeralii ale armatei și pompierilor din Austria, în armata din Chile și de Legiunea străină din Franța. În timpul intonării soldații execută salutul, o onoare rezervată de obicei doar imnurilor naționale. Uneori este cântat și la ceremonii civile, când decedatul a avut legături cu armata. De asemenea, se obișnuiește să fie executat la funeraliile membrilor frățiilor de limbă germană și la Volkstrauertag (de), zi de comemorare a celor căzuți.

## Versuri
Ich hatt' einen Kameraden,
Einen bessern findst du nicht.
Die Trommel schlug zum Streite,
Er ging an meiner Seite
In gleichem Schritt und Tritt. 
Eine Kugel kam geflogen:
Gilt’s mir oder gilt es dir?
Sie hat ihn weggerissen,
Er liegt zu meinen Füßen
Als wär's ein Stück von mir. 
Will mir die Hand noch reichen,
Derweil ich eben lad'.
„Kann dir die Hand nicht geben,
Bleib du im ew'gen Leben
Mein guter Kamerad!”